# 선저우 16호
선저우 16호(중국어 간체자: 神舟十六号, 병음: Shénzhōu Shíliù-hào, 한자음: 선주 16호)는 2023년 5월 30일 발사된 중국의 우주 비행선으로, 발사 7시간만에 톈궁 우주정거장에 도착하는 데 성공하였다.

## 과정
2023년 5월 30일 오전 9시 31분 간쑤성 주취안 위성발사센터에서 창정 2F 로켓으로 발사되었다. 우주비행사 3명이 탑승하였으며 발사 7시간 후 톈궁 우주정거장에 도착하였다. 우주비행사들은 이어 2시간 후 톈궁의 핵심모듈 톈허에 진입하였다.

## 임무
과학 실험과 선외 활동, 장비 설치와 수리 등의 활동을 하게 된다.